# يوليوس أنطون غلاسر
يوليوس أنطون غلاسر (بالألمانية: Julius Anton Glaser)‏ هو بروفيسور وتربوي ومحامي وقاضي وسياسي نمساوي، ولد في 19 مارس 1831 في التشيك، وتوفي في 26 ديسمبر 1885 في فيينا في النمسا. حزبياً، نشط في Constitutional Party (Austria) ‏. وقد انتخب عضو مجلس النواب ‏ وانتخب عضو مجلس الشورى الموحد النمسا السفلى.